# آندری مورشانو
آندری مورشانو (انگلیسی: Andrei Mureșanu; ۱۶ نوامبر ۱۸۱۶ – ۱۲ اکتبر ۱۸۶۳) یک شاعر و انقلابی ترانسیلوانی و سپس پادشاهی هابسبورگ بود که شعر سرود ملی رومانی را سروده بود.

## زندگی‌نامه

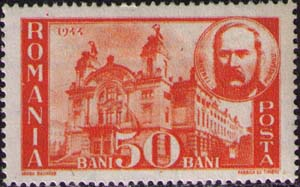
تصویر اندری مورسانو روی تمبر سال ۱۹۴۵

آندری در نوامبر ۱۸۱۶ در بیستریتسا رومانی در خانواده‌ای از صاحبان کسب‌وکار کوچک در حومه شهر متولد شد، در فلسفه و الهیات در بله (رومانی) تحصیل کرد. در ۱۸۳۸ از به عنوان یک استاد در براشوو شروع به کار کرد. او یکی از چهره‌های برجسته انقلاب ۱۸۴۸ در ترانسیلوانی بود، که در سال ۱۸۴۸ شعر بیدار شو ای رومانیایی را سرود که با آهنگسازی مبتنی بر آهنگ یک سرود قدیمی مذهبی، سرود انقلابیون شد. نیکلا بلچسکو آن را به دلیل توانایی در بسیج مردم برای جنگ «سرود مارسییز رومانیایی» نامگذاری کرد. این شعر بعدها در ۱۹۹۰ تبدیل به سرود ملی رومانی شد.
آندری مورشانو با توجه به شرایط سلامتی ضعیف، در ۱۸۶۳ در براشوو درگذشت.